# Петров, Юрий Николаевич
Юрий (Георгий) Николаевич Петров (16 августа 1904, Тбилиси — 9 июня 1944, Ленинградский фронт) — советский художник-график, иллюстратор. Участник гражданской войны в Испании. Погиб на Ленинградском фронте. 

## Биография
Родился Юрий Николаевич 16 августа 1904 года в Тбилиси, в семье художников: отец — Николай Филиппович Петров (1872—1941) — живописец и педагог, был преподавателем в Пензенском художественном училище, в Академии художеств в Санкт-Петербурге; мать — Александра Ивановна Тхоржевская-Петрова (род. 10 января 1876 года) — живописец, график. Юрий Петров любил рисовать с детства. Жил и работал в Ленинграде. В 1925— 1930 годах учился на живописном факультете Высшего художественно-технического института (ВХУТЕИН), присвоено звание художника-живописца. После окончания института в 1930 году Юрий Николаевич работал в журнальной и книжной графике. С 1935 года был руководителем художественной редакцией издательства «Детская литература», а также иллюстрировал произведения русских и зарубежных писателей: М. Ю. Лермонтова, Л. Н. Толстого,  Н. С. Лескова, У. Теккерея, Дж. Лондона и др.
Участник гражданской войны в Испании (военный переводчик), бывал на фронтах, там делал зарисовки, которые позже вошли в «Испанский дневник».
В 1930—1940 годах занимался эстампом, в 1941—1943 годах создавал сатирические плакаты, работал в коллективе ленинградских художников и поэтов «Боевой карандаш».
Юрий Николаевич является автором книжных иллюстраций, рисунков, плакатов, эстампов, он мог свободно читать и говорить на нескольких европейских языках, занимался скульптурой и живописью, знал искусство, литературу, историю.
Погиб на Ленинградском фронте 9 июня 1944 года.

## Музеи
Работы Юрия Николаевича Петрова находятся в Государственном Русском музее, в Российской государственной библиотеке.

## Галерея
Работы русского художника Юрия Николаевича Петрова.

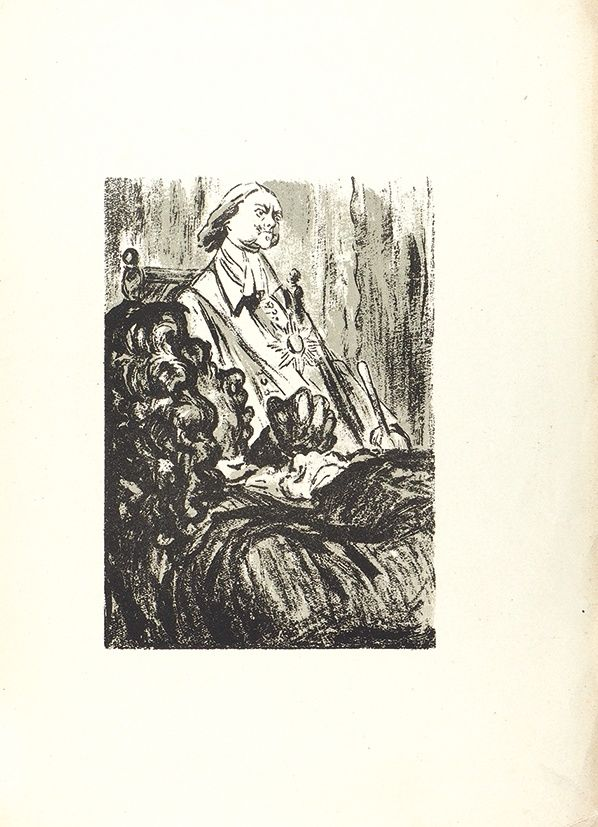
Иллюстрация к роману Ю. Н. Тынянова «Кюхля»
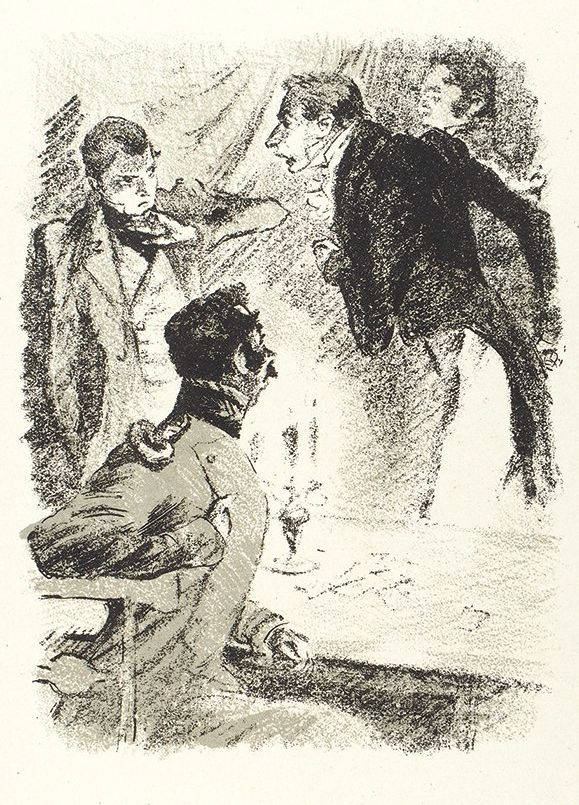
Иллюстрация к роману Ю. Н. Тынянова «Кюхля»
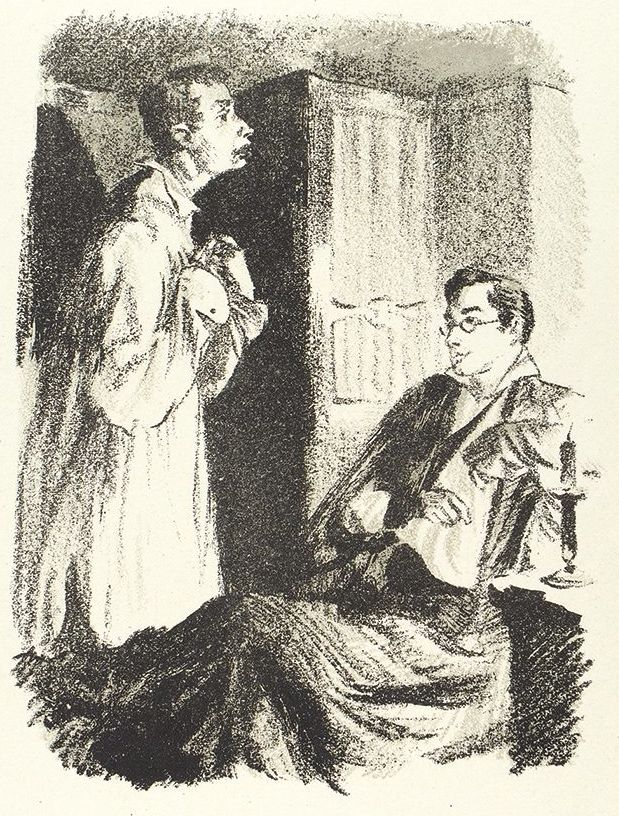
Иллюстрация к роману Ю. Н. Тынянова «Кюхля»
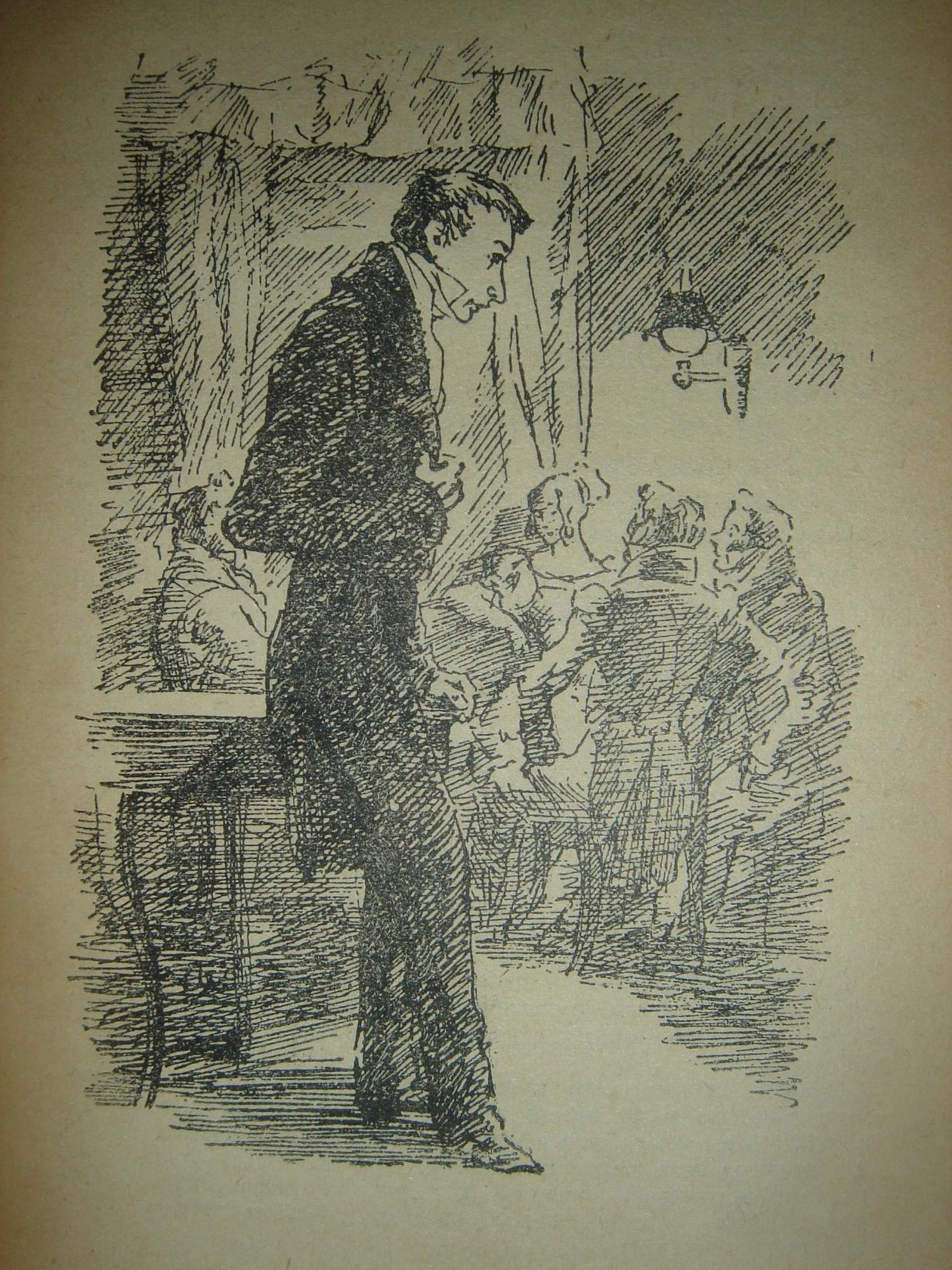
Иллюстрация к роману Ю. Н. Тынянова «Кюхля»
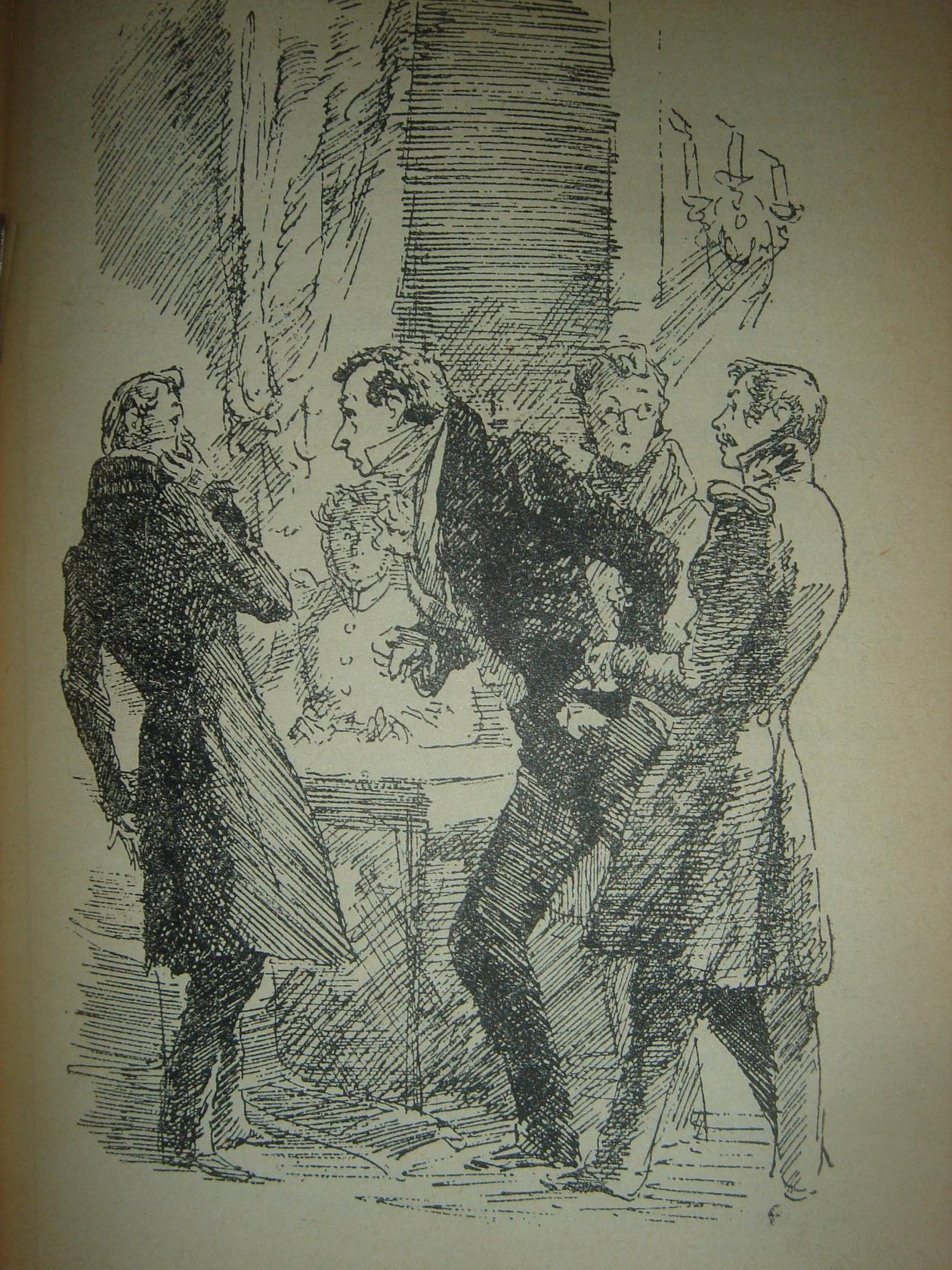
Иллюстрация к роману Ю. Н. Тынянова «Кюхля»
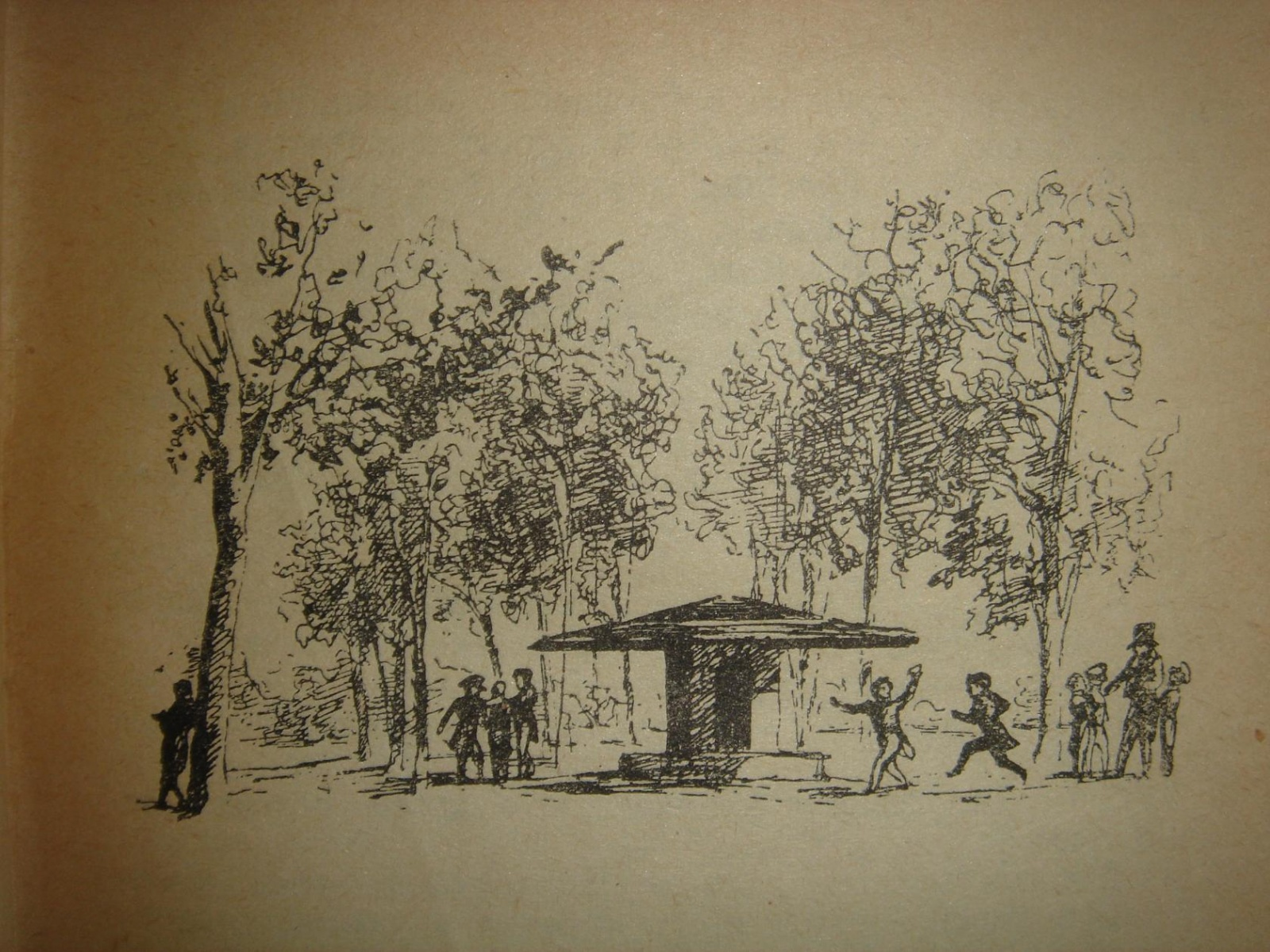
Иллюстрация к роману Ю. Н. Тынянова «Кюхля»
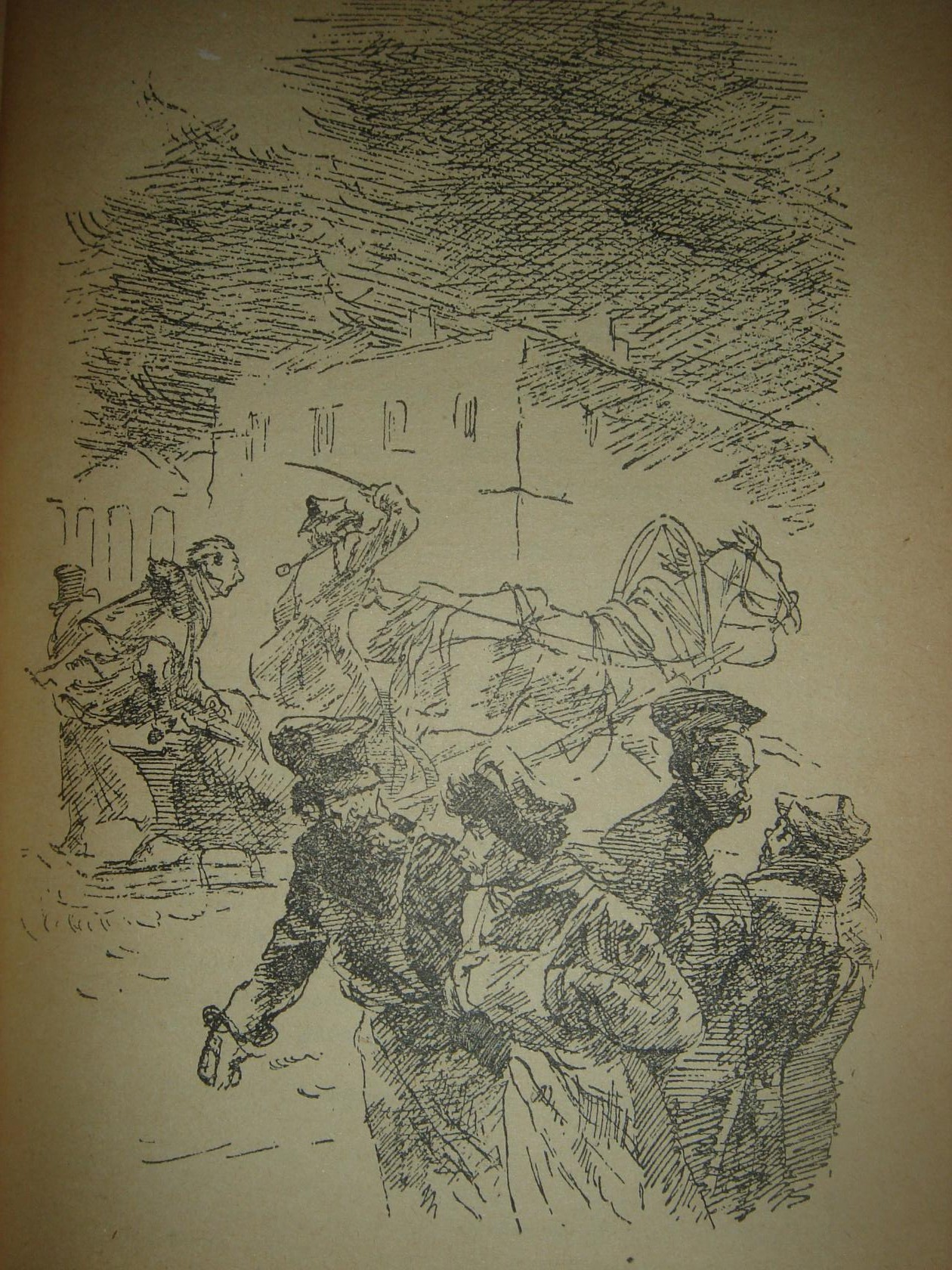
Иллюстрация к роману Ю. Н. Тынянова «Кюхля»
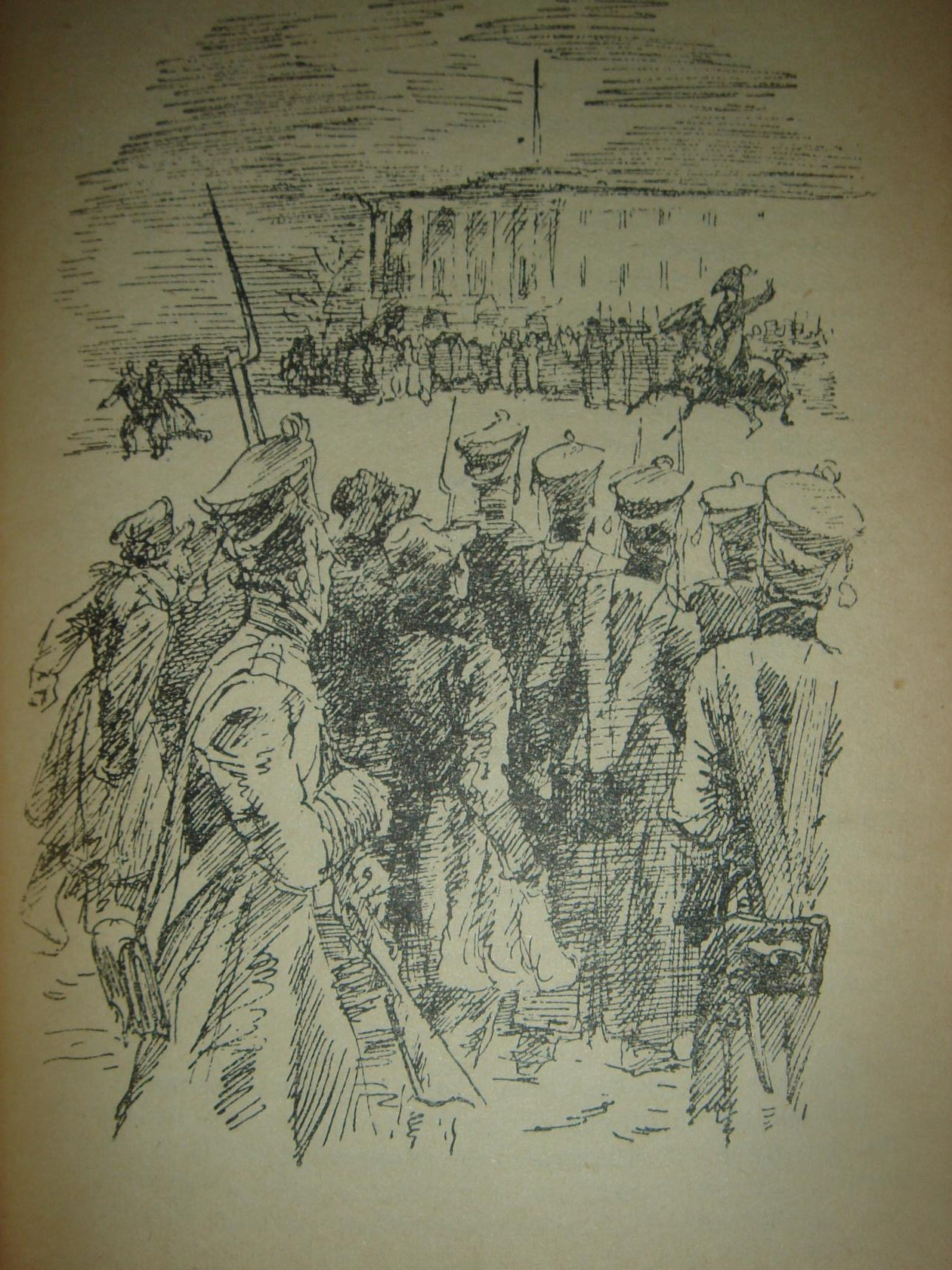
Иллюстрация к роману Ю. Н. Тынянова «Кюхля»
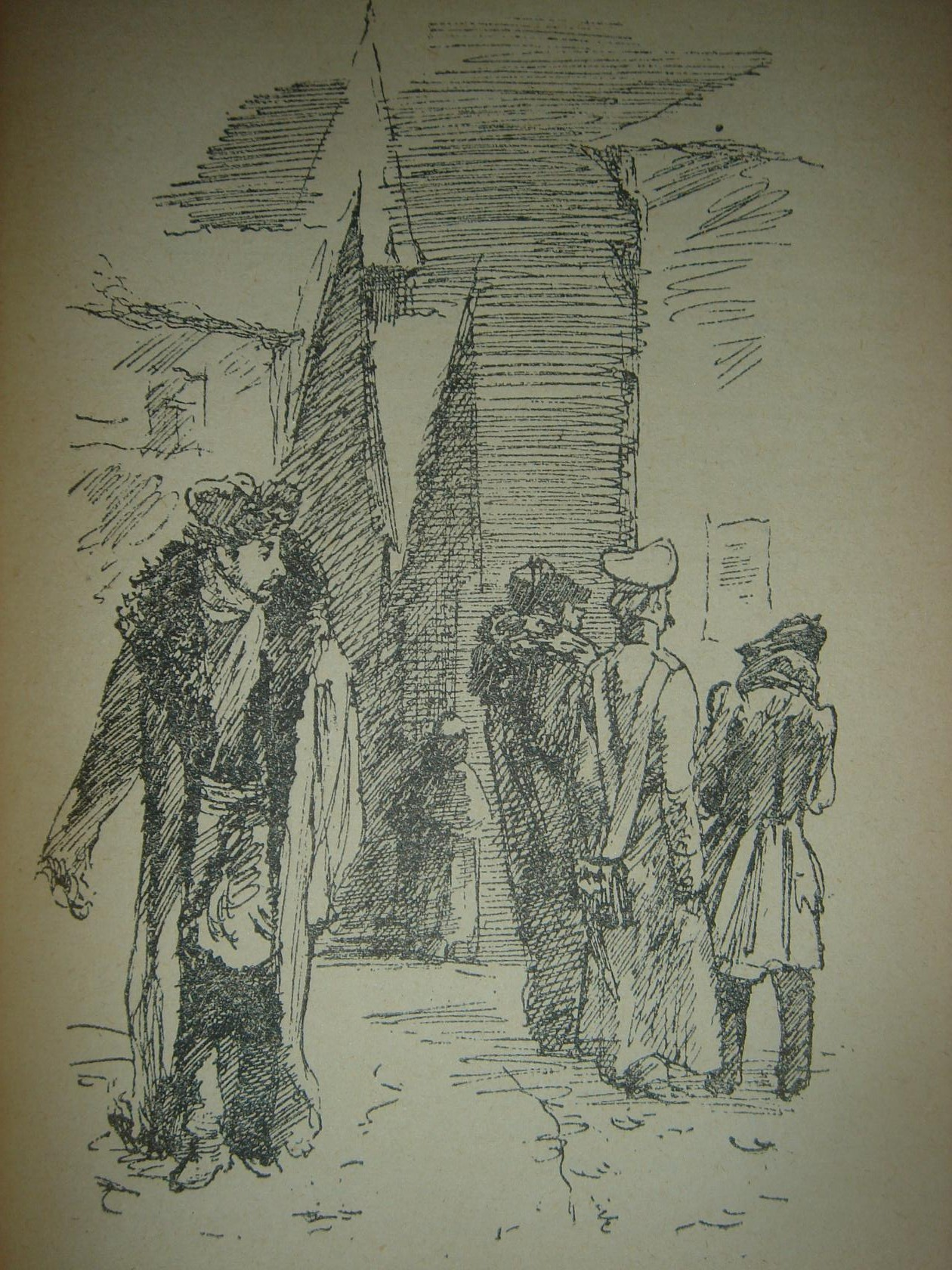
Иллюстрация к роману Ю. Н. Тынянова «Кюхля»
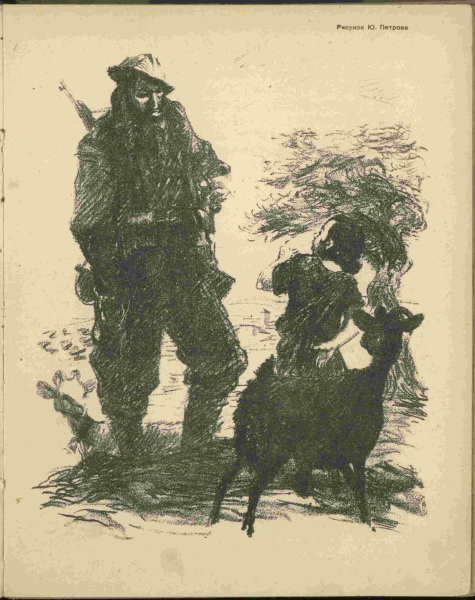
Иллюстрация в журнале «Чиж»
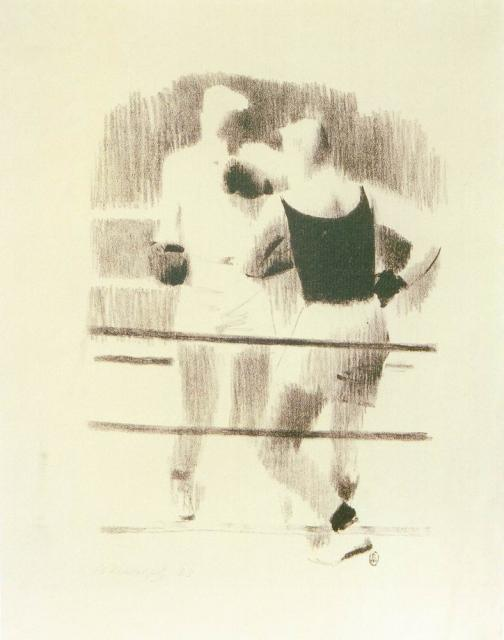
Бокс
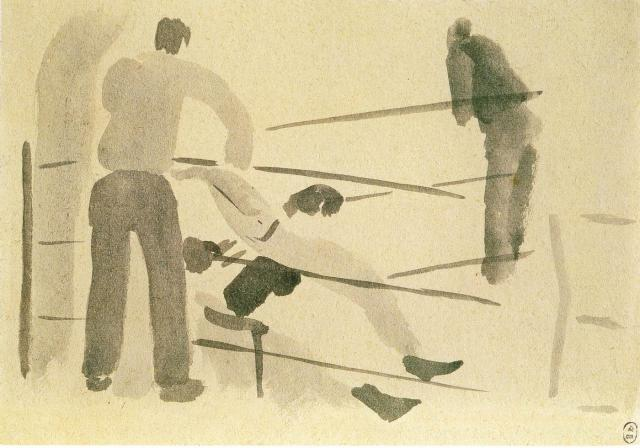
Тайм-аут
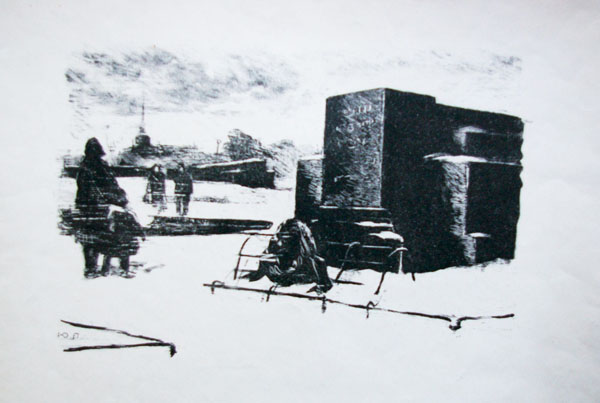
На Марсовом поле